# Alabama Shakes
Alabama Shakes — американская рок-группа из Атенса (штат Алабама), образованная в 2009 году. В состав входят ведущая вокалистка Бриттани Ховард, гитарист Хит Фогг, бас-гитарист Зак Кокрелл и барабанщик Стив Джонсон.

## История
Бриттани Ховард и Зак Кокрелл познакомились в средней школе на уроках психологии; после занятий они сочиняли песни, экспериментируя в различных жанрах, в том числе рутс- и прогрессивном роке, соуле и кантри. Позже к ним присоединился барабанщик Стив Джонсон, который работал в местном музыкальном магазине, и вскоре трио отправилось в студию и записало несколько песен. Гитарист Хит Фогг вошёл в состав после того, как попросил музыкантов открыть концерт его группы, и те согласились лишь потому, что Фогг играл там.
Хотя участники коллектива работали над собственным материалом, они дополняли к 45-минутному выступлению кавер-версии песен Led Zeppelin, Джеймса Брауна, Отиса Реддинга, AC/DC и других. Концерты группы, получившей название The Shakes, так хорошо принимали, что музыканты решили продолжить совместную деятельность, и Фогг стал их постоянным гитаристом. Группа позднее была переименована, чтобы её не путали с другим одноимённым коллективом.
В сентябре 2011 года Alabama Shakes выпустили эпонимический мини-альбом с четырьмя песнями, который получил широкое внимание средств массовой информации. Два месяца спустя группа подписала контракт с лейблами Rough Trade Records в Великобритании и ATO Records в США. Их дебютный долгоиграющий альбом Boys & Girls был выпущен в апреле 2012 года и занял восьмое место в Billboard 200 и третье место в британском чарте.
В июне 2019 года Бриттани Ховард анонсировала сольный альбом, выход которого запланирован на 20 сентября. Альбом называется «Jamie», по имени сестры Ховард, которая умерла от рака, когда они обе были подростками. «Но этот альбом не о ней, а обо мне, — говорит Ховард, — я беспристрастно рассказываю о себе, кто я такая и во что верю. Вот почему я должна была сделать это сама.»

## Дискография
- Alabama Shakes (мини-альбом, 2011)
- «Hold On» (сингл, 2012)
- Boys & Girls (2012)
- Sound & Color (2015)